# Monumento ai tre carabinieri
Il Monumento ai Tre Carabinieri è una scultura situata nel Parco della Rimembranza dedicata ai Martiri di Fiesole, realizzata da Marcello Guasti nel 1964.

## Storia
Alla vigilia della liberazione di Fiesole dall'occupazione tedesca, l'11 agosto 1944, tre giovani carabinieri di stanza a Fiesole, Alberto La Rocca, Vittorio Marandola e Fulvio Sbarretti, insieme con l'Appuntato Francesco Naclerio, si allontanarono dalla caserma con l'intenzione di partecipare attivamente alla liberazione di Firenze. Il loro gesto scatenò però una rappresaglia del comando nazista che occupava Fiesole: i tedeschi minacciavano di uccidere dieci civili, già loro ostaggi, se i quattro carabinieri non si fossero costituiti al più presto. I carabinieri decisero così di presentarsi al comando tedesco e il 12 agosto 1944 La Rocca, Marandola e Sbarretti furono uccisi, mentre Naclerio fu risparmiato. A ciascuno dei tre carabinieri martiri è stata conferita una medaglia d'oro al valore militare, alla memoria.
A distanza di venti anni il comune di Fiesole decise di onorare il ricordo dell'eroico gesto, attraverso l'erezione di un monumento dedicato ai tre carabinieri. 
Il celebre architetto toscano Giovanni Michelucci operò una risistemazione del luogo designato ad ospitare la scultura, il Parco della Rimembranza posto sul colle di San Francesco. Spiegò: “abbiamo aperto il muro che chiudeva il triste parco della rimembranza, perché bisogna aprire, per fare entrare la vita, la gente, il sole, gli innamorati […] noi vogliamo ritrovare dove stare, dove incontrarci, dove parlare ed avere il contatto con le cose, dove risentire il vento magari e il calore delle pietre scaldate dal sole. Questo in città non è più possibile; non ci si incontra più, non ci si conosce più. Abbiamo distrutto il nostro paesaggio umano”. L'architetto suggerì inoltre di convocare quattro giovani artisti toscani, invitandoli a presentare ciascuno un progetto che avrebbe dovuto rispondere alle esigenze richieste. Jorio Vivarelli, Vitaliano De Angelis, Mino Trafeli e Marcello Guasti pensarono a soluzioni diverse e l'opera di quest'ultimo risultò vincitrice.
Guasti tentò di superare ciò che lui stesso riteneva il problema maggiore nell'esecuzione del monumento, ovvero "l'inserimento in mezzo al paesaggio aperto verso il panorama di un elemento che suggerisca un'intenzione drammatica e fortemente emotiva, in uno slancio dinamico che appaia chiaramente individuabile da molteplici punti di vista, sia a livello che dall'alto”. L'opera risulta infatti essere in armonia con l'ambiente circostante, sviluppandosi diagonalmente fra il massiccio muraglione posto alle sue spalle e la vasta pianura fiorentina, verso cui il monumento è orientato. Secondo Guasti, “Michelucci mi ha preparato uno spazio dove vi è soltanto la natura senza tempo nella sua calma arcaica e dove io ho ritrovato le infinite direttrici e traiettorie fisiche e fantastiche che si dipartono in un raggiare senza dimensioni; basta materializzarne alcune per indicarne questa dinamica di pietà, questa fede nel poter generare ancora per far scaturire dalla terra i nostri sentimenti senza furia, con la calma di cui anche l'artigiano ha bisogno per il suo lavoro”.

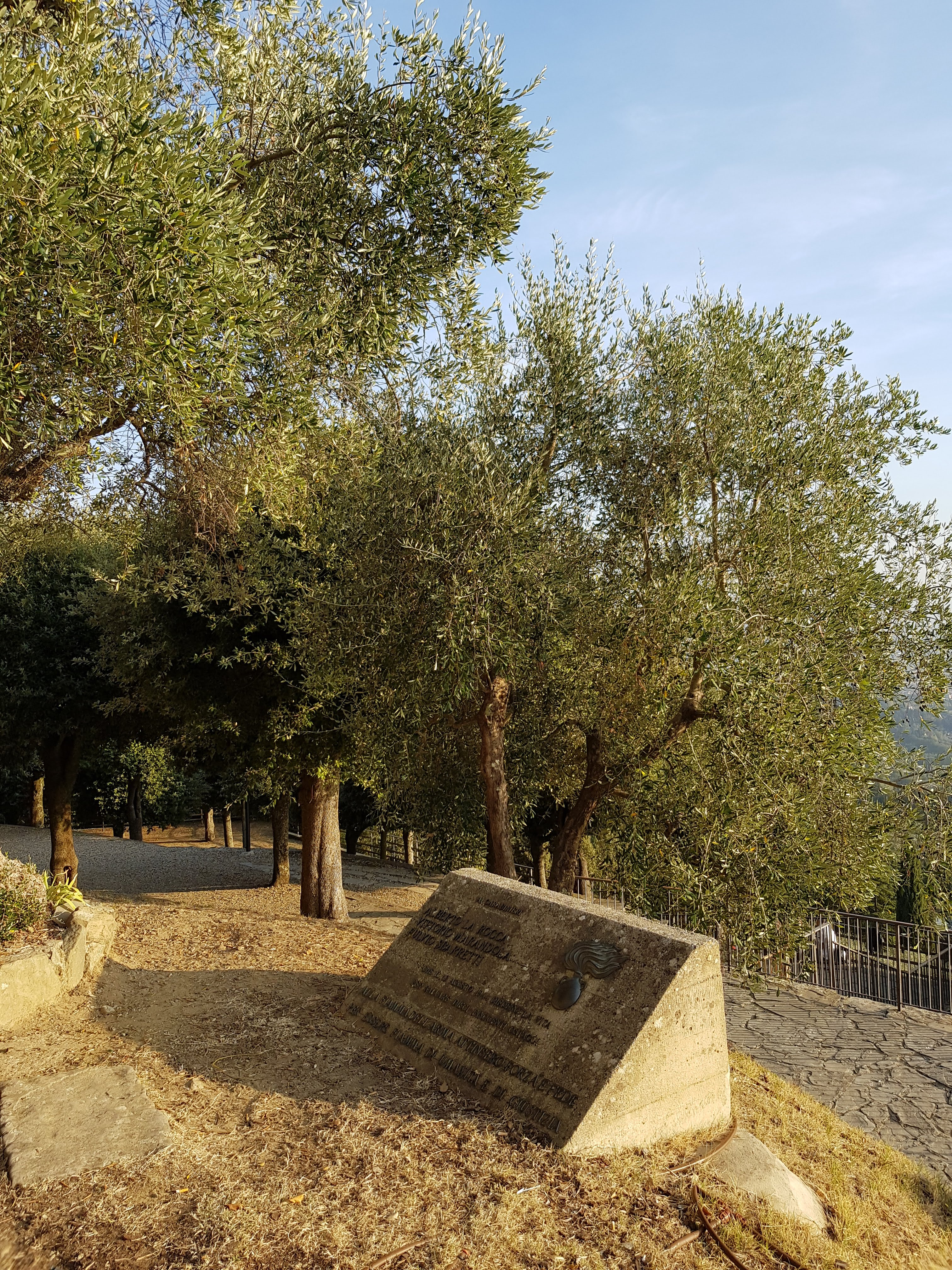
Targa commemorativa a fianco del monumento

### Descrizione e stile
Guasti realizzò prima un grande modello in legno ed eseguì poi il monumento in bronzo, assemblando e saldando in loco i quarantacinque elementi che compongono la colossale tenaglia dal profilo curvilineo e dalla superficie mossa, ruvida e sapientemente lavorata. Dal cuore di questa fuoriescono lingue di fuoco aggrovigliate e appuntite, un riferimento al simbolo della fiamma dell'Arma, alla quale avevano prestato giuramento i tre giovani carabinieri. Lo stesso artista scrisse in merito all'opera, esprimendosi in questi termini: "Ho sviluppato la ricerca portata avanti nello studio; questa ricerca era impostata sulla vitalizzazione materica di superfici-strutture articolate nello spazio, tale vitalizzazione è stata riprodotta nella grande fiamma, simbolo della libertà, che squarcia un grosso tentacolo a tenaglia su cui la luce, incidendo, accentua la sua tensione drammatica".
Di fianco al monumento compare una targa commemorativa che esplica chiaramente il significato e il motivo per il quale è stato eretto. Su questa è rappresentato lo stesso simbolo dell'Arma, i nomi delle tre vittime e la scritta ALLA FIAMMA DELL'ARMA ATTINSERO FORZA E FEDE PER ESSERE FIAMMA DI UMANITA' E DI GIUSTIZIA.
L'opera fu realizzata negli anni dello sperimentalismo informale, ma Guasti oltre a guardare e prendere parte attivamente alla cultura artistica novecentesca a lui coeva, rivolgeva l'interesse e lo studio all'arte del Trecento e del primo Quattrocento italiano.
L'opera si caratterizza per uno spiccato dinamismo, svetta sul colle di San Francesco e risulta visibile da ogni angolazione ci si ponga ad osservarla. Sebbene il monumento sembri lanciarsi nel cielo e verso la valle sottostante, rimane ben saldo a terra fra gli ulivi e i lecci. Questi ultimi furono piantati a seguito della prima guerra mondiale, quando si decise di collocare nel parco tanti alberi quanti erano stati i caduti in battaglia, apponendo sopra ciascun leccio una targhetta commemorativa. Il basamento del monumento di Guasti poggia sullo stesso piano degli alberi e crea così un collegamento ideale fra le vittime della prima e della seconda guerra mondiale. 

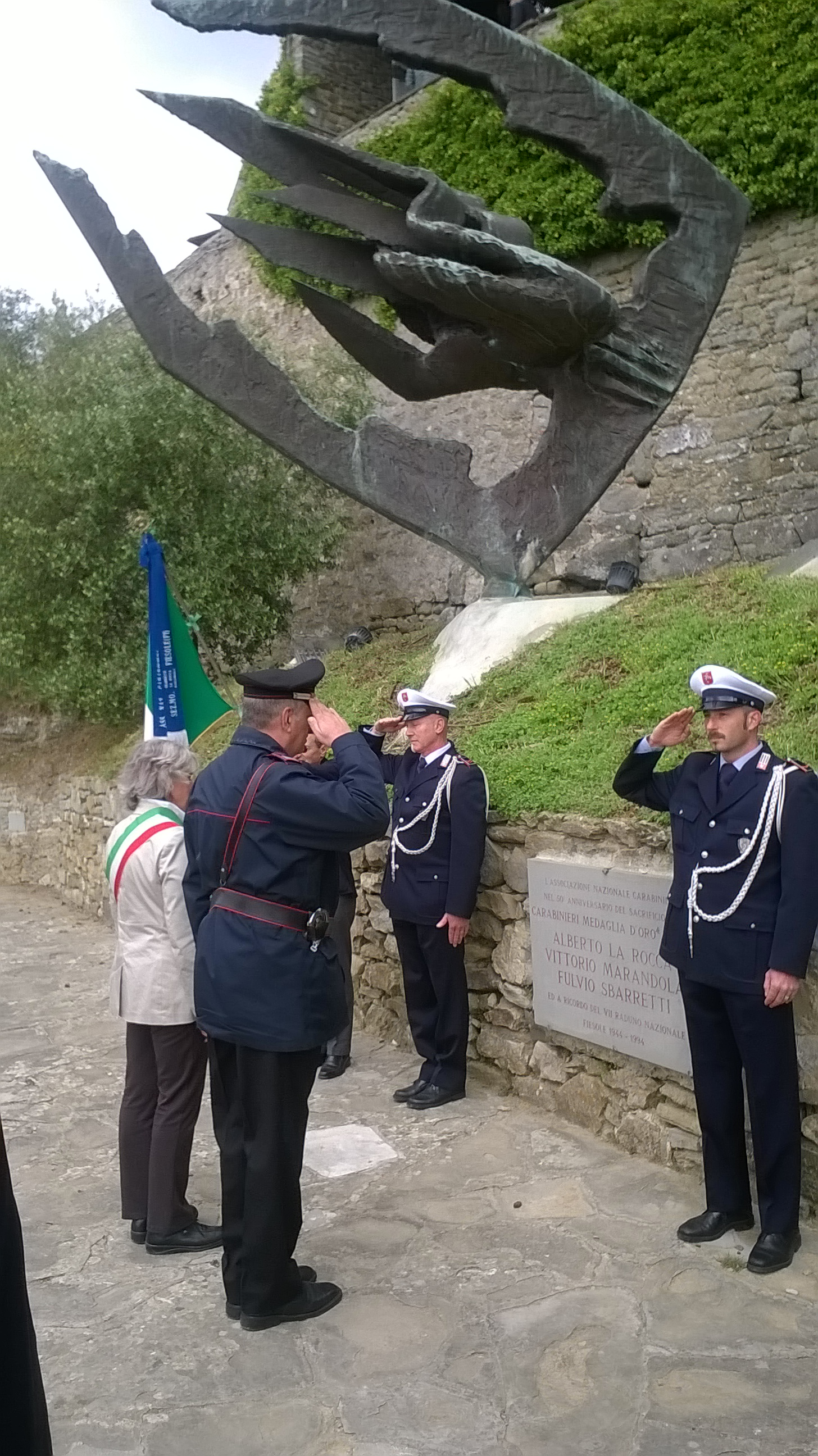
Cerimonia ANC, Parco della Rimembranza, Fiesole (17-IX-2017)

### Fortuna critica
Per l'Arma dei Carabinieri il monumento è un simbolo dei tre carabinieri martiri che hanno meritato la medaglia d'oro. Ogni anno viene celebrata una commemorazione con la partecipazione delle istituzioni e dei parenti superstiti delle vittime e che si conclude di fronte al monumento stesso.Il monumento viene spesso riprodotto nelle pubblicazioni curate dall'Arma. Ad esempio una foto del raduno del 2004 è apparsa sulla copertina della rivista dell'Associazione nazionale carabinieri. Nel 2014 è stato realizzato uno speciale annullo postale (n. 846), con l'immagine del monumento, per celebrare il 70º anniversario del sacrificio dei tre carabinieri. Nel novembre del 1986, papa Giovanni Paolo II pregò ai piedi del Monumento.
Per la storia di Fiesole il monumento rappresenta un episodio importante della lotta per la liberazione della città nell'agosto del 1944. Il monumento appare anche in tutte le guide della città e sul sito del Comune di Fiesole, in una pagina dedicata a Guasti, il monumento viene descritto come "una delle sue opere di maggior impatto civile e morale per la nostra città".
Il Monumento ai tre carabinieri viene citato in tutte le pubblicazioni dedicate a Marcello Guasti. Queste includono cataloghi di mostre organizzate da enti pubblici, come la Regione Toscana. Nel 2019 il Comune di Fiesole, in collaborazione con la Fondazione Giovanni Michelucci, ha organizzato una mostra nel Museo Civico Archeologico di Fiesole, intitolata "Marcello Guasti, Giovanni Michelucci e il Monumento ai Tre Carabinieri" Archiviato il 10 aprile 2019 in Internet Archive.. A proposito del monumento, il critico d'arte Giuseppe Marchiori osserva che "Guasti si è rivelato, in questa prova, un vero costruttore, capace di andare al di là dello stesso simbolo-pretesto del monumento e d'imporre nello spazio una entità plastica felicemente ideata nella sua architettura, e vigorosamente modellata". oltre che cataloghi di mostre a cura di gallerie private, articoli di giornale L'Avanti e la monografia principale sull'artista.